# 柔弱喉毛花
柔弱喉毛花（学名：Comastoma tenellum）为龙胆科喉毛花属下的一个种。

## 扩展阅读
- 維基物種上的相關：柔弱喉毛花